# 新界關注大聯盟
新界關注大聯盟（英語：New Territories Concern Group），簡稱新界大聯盟，是一個新界事務的關注組織，創始成員包括建制派立法會議員何君堯，主要工作為丁屋僭建的議題中為新界原居民辯護。
大聯盟成立於2013年5月4日，致力透過監察政府，就發展新界的政策和事務上為市民發聲。無論是僭建、丁屋、填海、交通或大廈管理等大小事情，都務求協助政府達致推動更均衡的施政方針，以舒緩各方壓力。

## 宗旨
向政府爭取：
- 擴闊現時政府所倡議的19項適意設施範圍。
- 修改現時建築物條例，加設住宅改造之簡易申報程序，容許業戶進行合法改建，
- 將2011年6月28日以前於丁屋增置的非嚴重違規結構合法化。
- 向政府反映對發展新界政策的意見，加強溝通連繫工作。
- 向政府爭取村代表合理薪酬和津貼調整。
- 向政府爭取改善居民環境生活設施。
- 連繫各區居民或非政府組織，以提高守望相助意識，並推行活動聯誼各界
- 統籌及連繫各鄉村和各區所成立的類似關注組。

## 區議員
新界關注大聯盟的活躍範圍主要是位於新界西北的屯門區與元朗區。
2020年至2023年，他們在兩區的區議會僅有1個議席，議員包括：
| 區議會     | 選區號碼 | 選區   | 議員   | 備註 |
| ---------- | -------- | ------ | ------ | ---- |
| 元朗區議會 | M34      | 八鄉北 | 鄧鎔耀 |      |

前區議員
| 區議會     | 選區號碼／議席 | 選區／議席           | 議員   | 備註                                                                                      |
| ---------- | -------------- | -------------------- | ------ | ----------------------------------------------------------------------------------------- |
| 元朗區議會 | M32            | 新田                 | 文光明 | 2019年3月21日，被裁定欺詐罪成，判囚8個月，議席出缺                                        |
| 元朗區議會 | 當然議員       | 屏山鄉鄉事委員會主席 | 曾樹和 | 2019年3月13日，曾樹和競逐連任屏山鄉鄉事委員會主席失敗，4月1日起失去元朗區議會當然議員資格 |
| 屯門區議會 | L19            | 樂翠                 | 何君堯 | 同為新世紀論壇成員，在2019年香港區議會選舉競逐連任失敗                                    |